# فورت فرسر (پاروزن عقب کشتی)
فورت فرسر (پاروزن عقب کشتی) (به انگلیسی: Fort Fraser (sternwheeler)) یک کشتی بود که طول آن ۵۶ فوت (۱۷٫۱ متر) بود. این کشتی در سال ۱۹۱۰ ساخته شد.